# بطنج ثلجي
البطنج الثلجي أو الستاكس الثلجي (باللاتينية: Stachys nivea) نوع نباتي يتبع جنس البطنج من الفصيلة الشفوية.

## الموئل والانتشار
موطنه المشرق العربي.